# Haut-Clocher
Haut-Clocher – miejscowość i gmina we Francji, w regionie Grand Est, w departamencie Mozela.
Według danych na rok 1990 gminę zamieszkiwało 319 osób, a gęstość zaludnienia wynosiła 28 osób/km² (wśród 2335 gmin Lotaryngii Haut-Clocher plasuje się na 731. miejscu pod względem liczby ludności, natomiast pod względem powierzchni na miejscu 509.).